# Fârtățești
Fârtățești là một xã thuộc hạt Vâlcea, România. Dân số thời điểm năm 2002 là 4643 người.